# Ybeltje Berckmoes-Duindam
Ybeltje Berckmoes-Duindam (Leiden, 11 de febrero de 1967) es una política neerlandesa que actualmente ocupa un escaño en el Segunda Cámara de los Estados Generales para el período legislativo 2012-2017 por el Partido Popular por la Libertad y la Democracia. Llegó a la cámara baja el 9 de noviembre de 2011 sucediendo Ineke Dezentjé Hamming-Bluemink; como parte de su labor parlamentaria (a excepción de un descanso que tomó en 2010) fue miembro del Consejo de Den Helder entre abril de 2006 noviembre de 2011. Anteriormente trabajó en el sector farmacéutico y en el gobierno.